# Jihomandžuská železniční společnost

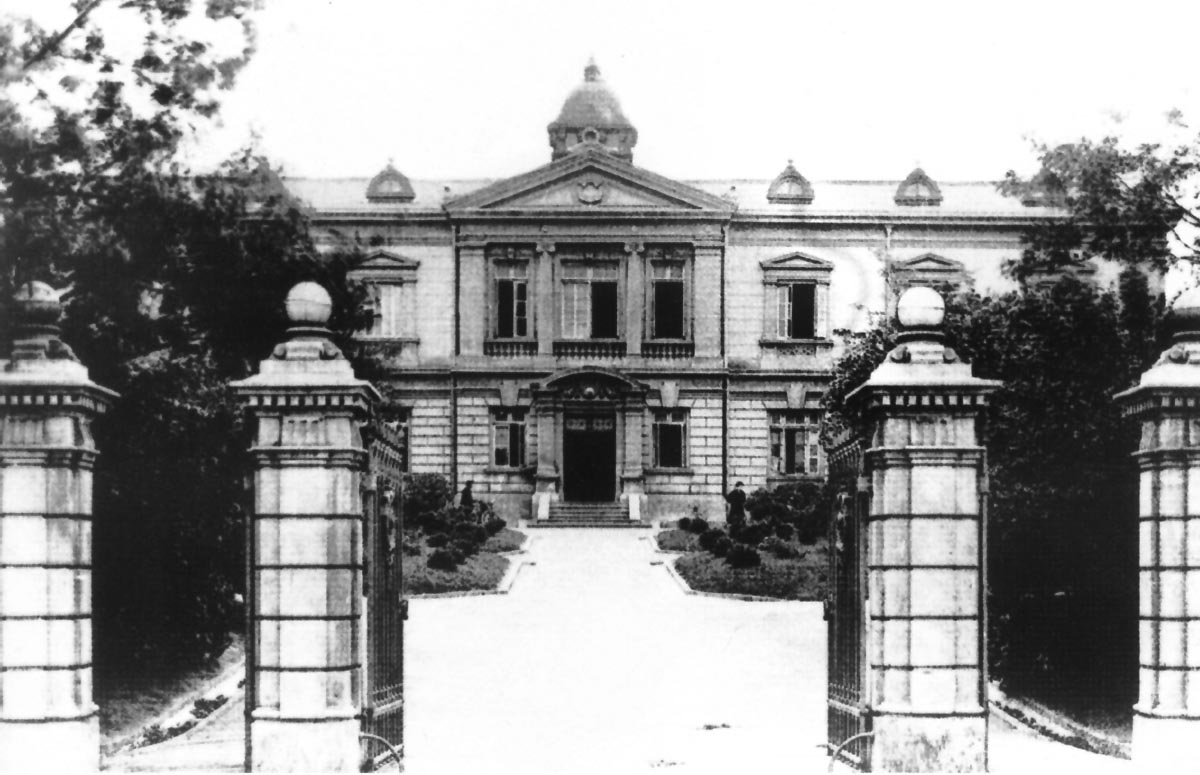
Sídlo Jihomandžuské železniční společnosti

Jihomandžuská železniční společnost (anglicky South Manchurian railway corp., japonsky 南満州鉄道株式会社/南満洲鉄道株式会社 – Minami Manšú Tecudó Kabušiki-gaiša, zkráceně 満鉄 – Mantecu, čínsky 南满铁路) byla japonská drážní společnost vzniklá roku 1906 po rusko-japonské válce ke správě železniční dopravy v Mandžusku. Samotná jihomandžuská železnice tvořila spojnici Port Arthur – Charbin, kde se spojovala s čínskou dálněvýchodní železnicí navazující na Transsibiřskou magistrálu. Po roce 1925 spravovala i korejské železnice. Jejím prvním presidentem byl Goto Šinpei.
Zanikla v roce 1945 spolu s japonskými državami v Mandžusku.